# Aloe zebrina
Espèce
Classification APG III (2009)
Statut de conservation UICN

 LC  : Préoccupation mineure
Statut CITES
Aloe zebrina est une espèce de plantes à fleurs de la famille des Xanthorrhoeaceae et du genre des Aloès originaire du sud de l'Afrique.

## Description
Aloe zebrina est une plante vivace dont les plus grandes feuilles font 35 cm de long. Les feuilles sont charnues et panachées de pointillés blanchâtres.

## Synonymes
- Aloe ammophila Reynolds
- Aloe angustifolia Groenew.
- Aloe bamangwatensis Schönland
- Aloe laxissima Reynolds
- Aloe platyphylla Baker

## Galerie

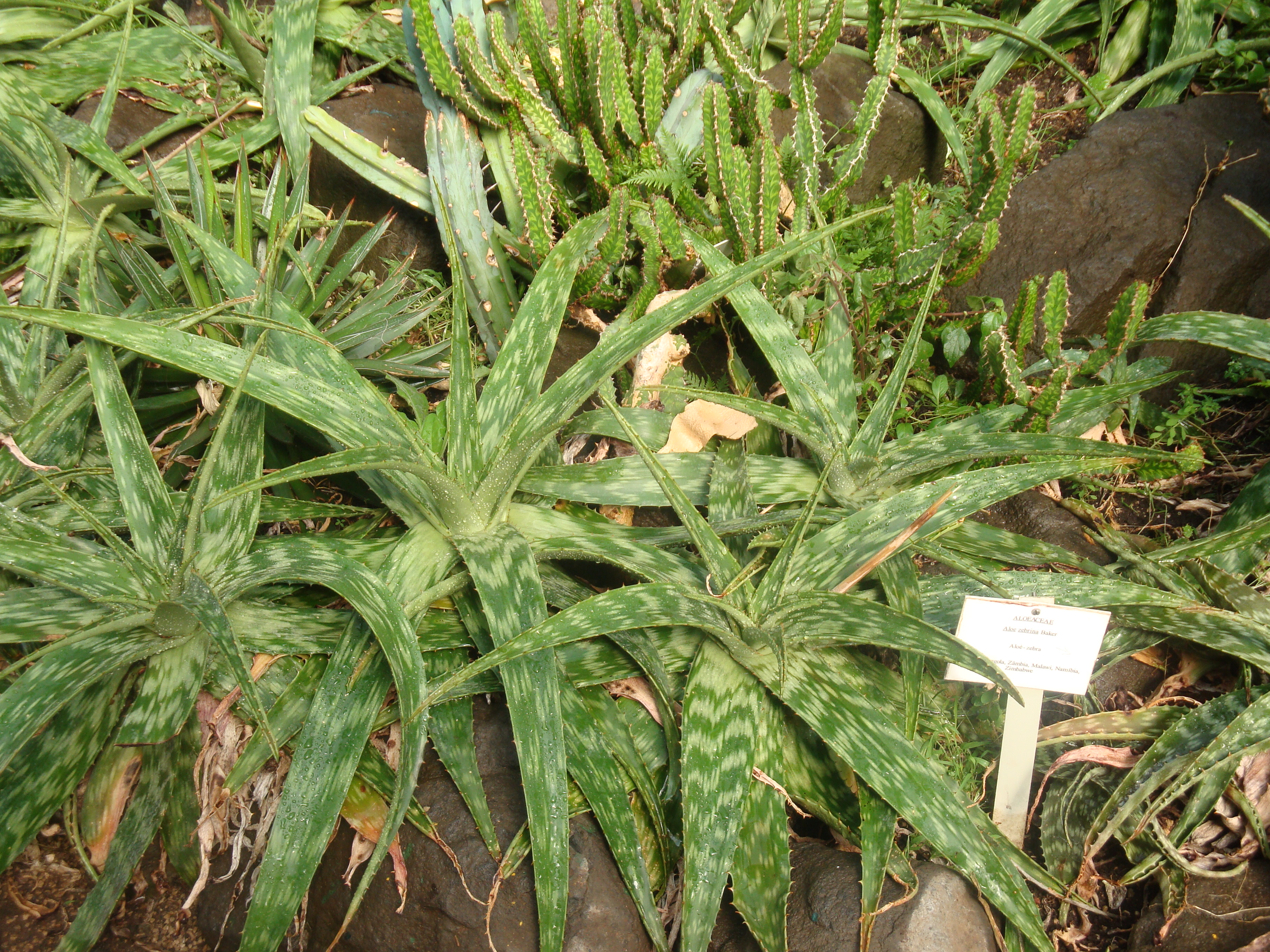
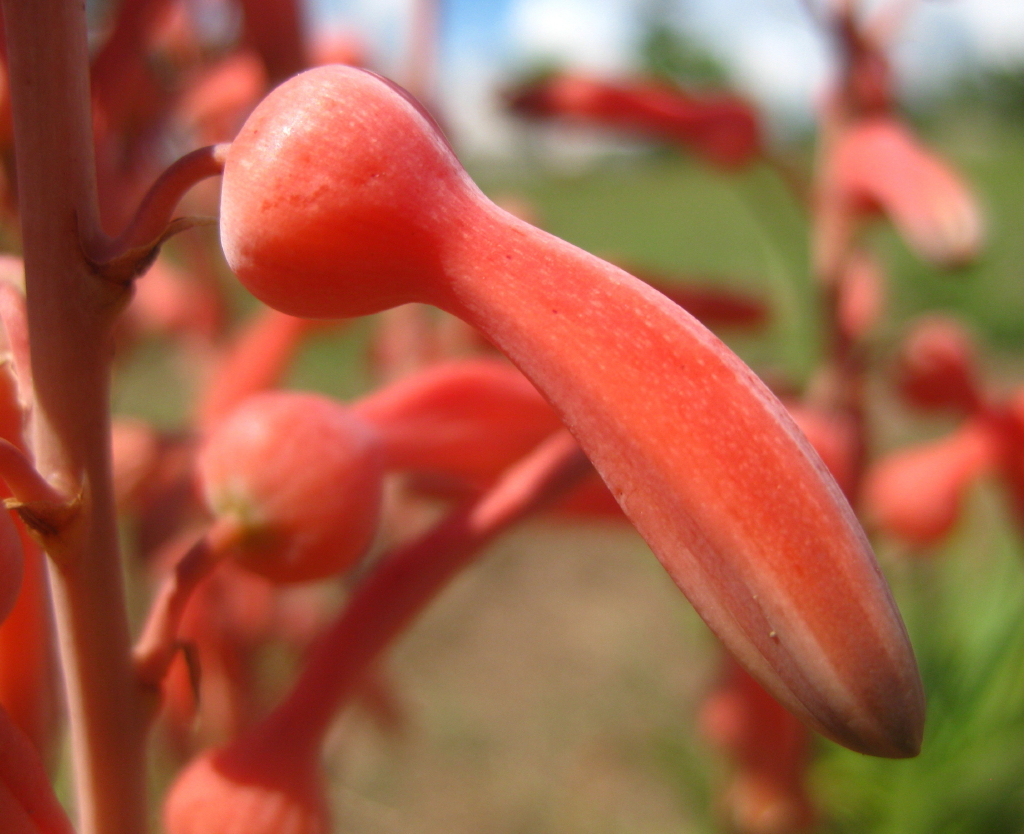
Fleur

## Référence
- http://www.aluka.org/action/showCompilationPage?doi=10.5555/AL.AP.COMPILATION.PLANT-NAME-SPECIES.ALOE.ZEBRINA